# Jakob Forssmed
Jakob Petter Forssmed (ur. 28 grudnia 1974 w gminie Jönköping) – szwedzki polityk, działacz Chrześcijańskich Demokratów, poseł do Riksdagu, minister spraw społecznych (od 2022).

## Życiorys
Uczęszczał do szkoły średniej w USA, później ukończył liceum w Huskvarnie. W latach 1995–2000 studiował politologię. Zaangażował się w działalność polityczną w ramach Chrześcijańskich Demokratów. W latach 2000–2001 był etatowym pracownikiem partii. Następnie do 2004 przewodniczył jej organizacji młodzieżowej KDU. W 2003, 2004 i 2010 krótko wykonywał obowiązki deputowanego jako zastępca poselski. W latach 2004–2006 kierował gabinetem przewodniczącego chadeków Görana Hägglunda. Następnie do 2014 zajmował stanowisko sekretarza stanu w administracji rządowej. W tymże roku po raz pierwszy uzyskał mandat deputowanego do Riksdagu. Z powodzeniem ubiegał się o reelekcję w 2018 i 2022.
W 2015 zgłosił swoją kandydaturę na przewodniczącego chadeków. Ostatecznie zrezygnował z ubiegania się o tę funkcję. Został następnie pierwszym wiceprzewodniczącym partii kierowanej przez Ebbę Busch Thor.
W październiku 2022 objął urząd ministra spraw społecznych w nowo powołanym rządzie Ulfa Kristerssona.